# The Public Domain Review
The Public Domain Review es una revista digital fundada en 2011 dedicada a la exploración de trabajos sobre historia del arte, literatura e ideas disponibles en dominio público.
Fundada por Jonathan Gray y Adam Green, la revista fue lanzada el 1 de enero para coincidir con el Día del Dominio Público.
La revista está registrada en Reino Unido como una Community Interest Company (#11386184), las que existen fundamentalmente para beneficiar a la comunidad, con todas las ganancias utilizadas para este propósito.
Sus textos están publicados bajo una licencia CC BY-SA 3.0.
La revista tiene como objetivo crear conciencia sobre el dominio público mediante la promoción de obras que se encuentren dentro de dicho dominio, incluyendo material disponible en Europeana, Internet Archive y Wikimedia Commons. Además de colecciones seleccionadas de imágenes, textos y películas de dominio público, presenta ensayos más extensos de escritores, académicos e intelectuales públicos contemporáneos.

## Recepción
The Guardian la calificó como un «magnífico [...] modelo de curación digital», una entrevista en Vice la calificó de «bellamente curada», y The A.V. Club la describió como «interminable y profundamente absorbente».
Se lanzó originalmente con financiación inicial de Open Knowledge Foundation y Shuttleworth Foundation antes de convertirse en una empresa independiente de interés comunitario respaldada por sus lectores.